# Challenger de Scheveningen 2014
El Sport 1 Open 2014 fue un torneo de tenis profesional jugado en canchas de tierra batida. Se disputó la 22.ª edición del torneo que formó parte del circuito ATP Challenger Tour 2014. Se llevó a cabo en Scheveningen, Holanda entre el 7 y el 13 de julio de 2014.

## Jugadores participantes del cuadro de individuales

### Cabezas de serie
| País                        | Jugador               | Ranking1 | N.º |
| --------------------------- | --------------------- | -------- | --- |
| Bandera de los Países Bajos | Robin Haase           | 53       | 1   |
| Bandera de Argentina        | Diego Schwartzman     | 93       | 2   |
| Bandera de Brasil           | Thomaz Bellucci       | 97       | 3   |
| Bandera de Kazajistán       | Aleksandr Nedovyesov  | 102      | 4   |
| Bandera de Bélgica          | David Goffin          | 105      | 5   |
| Bandera de Francia          | Pierre-Hugues Herbert | 130      | 6   |
| Bandera de Alemania         | Andreas Beck          | 131      | 7   |
| Bandera de Brasil           | João Souza            | 133      | 8   |

- 1 Se ha tomado en cuenta el ranking del día 30 de junio de 2014.

### Otros participantes
Los siguientes jugadores recibieron una invitación (wild card), por lo tanto ingresan directamente al cuadro principal (WC):
- Steve Darcis
- Matwé Middelkoop
- Tim Van Rijthoven
- Boy Westerhof

Los siguientes jugadores ingresaron al cuadro principal como exención especial (SE):
- Enrique López Pérez

Los siguientes jugadores ingresan al cuadro principal tras disputar el cuadro clasificatorio (Q):
- Alexander Rumyantsev
- Dino Marcan
- Marko Tepavac
- Wesley Koolhof

## Jugadores participantes en el cuadro de dobles

### Cabezas de serie
| País                        | Jugador           | País                        | Jugador           | Ranking1 | N.º |
| --------------------------- | ----------------- | --------------------------- | ----------------- | -------- | --- |
| Bandera de Argentina        | Diego Schwartzman | Bandera de Argentina        | Horacio Zeballos  | 227      | 1   |
| Bandera de Estados Unidos   | James Cerretani   | Bandera de Alemania         | Frank Moser       | 259      | 2   |
| Bandera de los Países Bajos | Stephan Fransen   | Bandera de los Países Bajos | Wesley Koolhof    | 334      | 3   |
| Bandera de Austria          | Martin Fischer    | Bandera de los Países Bajos | Jesse Huta Galung | 521      | 4   |

- 1 Se ha tomado en cuenta el ranking del día 30 de junio de 2014.

## Campeones

### Individual Masculino
- David Goffin derrotó en la final a  Andreas Beck por 6-3, 6-2.

### Dobles Masculino
- Matwé Middelkoop /  Boy Westerhof derrotaron en la final a  Martin Fischer /   Jesse Huta Galung por 6-4, 3-6, 10-6.